# Nils-Eric Johansson
Nils-Eric Johansson (Stockholm, 13 januari 1980) is een voormalig voetballer van Zweedse afkomst. Hij speelde het grootste deel van zijn carrière bij AIK Fotboll. Daarvoor speelde hij in de Engelse competitie en in een nog eerder stadium in de Duitse. Johansson is een verdediger die vaak centraal achterin speelt, maar ook als linksback uit de voeten kan.

## Jeugd
Johansson werd geboren in Stockholm. Daar bevond zich ook de eerste voetbalclub waar hij bij zou gaan spelen, amateurclub IFK Viksjö. Daar zou hij tot 1994 blijven voetballen, totdat hij in de jeugdopleiding van zijn eerste profclub kwam, IF Brommapojkarna. Twee jaar zou Johansson spelen in de jeugdteams van Brommapojkarna, want daarna vertrok hij naar AIK Fotboll. Bij AIK speelde hij maar even, want nog hetzelfde jaar dat hij er kwam te spelen, 1997, werd hij alweer overgenomen door een Duitse topclub. Daardoor vertrok Johansson uit Zweden zonder één wedstrijd te spelen voor een professionele voetbalclub.

## Bayern München
Het was Bayern München die het talent van Johansson dusdanig hoog achtte, dat ze in 1997 besloten hem over te nemen van AIK. Twee seizoenen speelde hij in de jeugdopleiding, toen hij zich bij het eerste elftal in het seizoen 1999/2000 mocht melden. Johansson kwam toen onder anderen samen te spelen met zijn landgenoot Patrik Andersson. De verdediger mocht twee keer minuten maken dat seizoen. Daarom vertrok hij in augustus 2000 naar een kleinere Duitse club, zodat hij ervaring op kon doen.

## 1.FC Nürnberg
1.FC Nürnberg werd in de zomer van 2000 de nieuwe voetbalclub van Johansson. Destijds speelde Nürnberg in de Tweede Bundesliga. In het seizoen 2000/2001 speelde hij  bijna alle wedstrijden voor Nürnberg, waar hij samen kwam te spelen met bijvoorbeeld David Jarolím en Andreas Köpke. Ondanks dat er negen keer verloren werd, won Nürnberg het kampioenschap voor de eveneens gepromoveerde clubs Borussia Mönchengladbach en FC St. Pauli. Daardoor keerde Johansson in 2001/2002 terug in de Bundesliga. Na acht wedstrijden in 2001 op het hoogste niveau van Duitsland gespeeld te hebben, maakte Johansson de overstap naar Blackburn Rovers FC. Voor 1.FC Nürnberg speelde hij veertig wedstrijden. Daarin kwam hij tweemaal tot scoren.

## Blackburn Rovers
Voor 2.7 miljoen pond werd Johansson in oktober 2001 door Blackburn Rovers overgenomen van 1.FC Nürnberg. Zijn eerste wedstrijd voor Blackburn speelde Johansson op 10 oktober 2001 tegen Middlesbrough F.C., een wedstrijd om de League Cup. Deze werd met 2-1 gewonnen door doelpunten van Craig Hignett en Craig Short. In dit bekertoernooi werden later dat seizoen onder anderen ook Manchester City en Arsenal verslagen, waardoor de club op 24 februari 2002 in de finale kwam te staan van de League Cup. Daarin werd er afgerekend met Tottenham Hotspur FC, waardoor Johansson de League Cup bij kon schrijven op zijn erelijst. Zijn debuut in de Premier League maakte Johansson tijdens een 7-1-overwinning op West Ham United FC In zijn tweede seizoen bij de club kwam Johansson in de clinch met de Nederlander Dennis Bergkamp, nadat deze een overtreding op hem had gemaakt. Eerst trapte Bergkamp na, waarna hij op de Zweed ging staan. Bergkamp kwam ervan af met een boete. Tot en met het seizoen 2003/2004 bleef Johansson een vaste kracht bij de Rovers. Daarna werd Mark Hughes trainer. Die twijfelde vaak tussen de Zweed, Tugay en Dominic Matteo. Daardoor namen de speelkansen voor Johansson bij Blackburn af. In 2005 mocht hij daarom transfervrij de club verlaten. Voor Blackburn Rovers speelde Johansson 86 wedstrijden. Nooit kwam hij daarin tot scoren.

## Leicester City
Voor aanvang van het seizoen 2005/2006 tekende Johansson een contract bij Leicester City. Daar kwam hij samen te spelen met de Nederlander Mark de Vries. Bij Leicester City werd hij weer een vaste kracht in de verdediging. Twee jaar speelde hij voor "The Foxes". Met de club wist hij niet te promoveren naar de Premier League. De club degradeerde bijna, maar dankzij een doelpunt van Johansson in een wedstrijd tegen Preston North End bleef degradatie Leicester City gespaard. In mei 2007 mocht Johansson Leicester verlaten. Dat ene doelpunt tegen Preston was het enige doelpunt dat hij scoorde voor Leicester in 75 competitiewedstrijden.

## AIK
In 2007 maakte Johansson de overstap naar AIK Fotboll. In 2009 won Johansson met AIK de Zweedse titel en de Zweedse beker. 
In de zomer van 2012 wist de club zich ook te plaatsen voor de groepsfase van de Europa League door CSKA Moskou te verslaan met 0-2 nadat het de heenwedstrijd thuis had verloren met 0-1.

## Internationale carrière
Tijdens zijn periode bij Blackburn Rovers werd Johansson voor het eerst opgeroepen voor het nationale elftal van Zweden. In augustus 2002 maakte hij zijn debuut voor Zweden in een wedstrijd tegen Rusland. Deze eindigde in 1-1. Sindsdien heeft hij nog drie interlands gespeeld. Hij heeft zelf niet besloten te stoppen met het nationaal elftal, maar wordt bijna niet meer opgeroepen.

## Erelijst
- Bundesliga: 2000 (Bayern München)
- DFB-Pokal: 2000 (Bayern München)
- Ligapokal: 2000 (Bayern München)
- Tweede Bundesliga: 2001 (1.FC Nürnberg)
- League Cup: 2002 (Blackburn Rovers)
- Allsvenskan: 2009 (AIK)
- Svenska Cupen: 2009 (AIK)
- Zweedse supercup: 2010 (AIK)